# Юрьев-Польский кремль
Юрьев-Польский кремль — несохранившийся деревянный кремль Юрьева-Польского, располагавшийся на низком левом берегу реки Колокши недалеко от устья реки Гзы.

## История

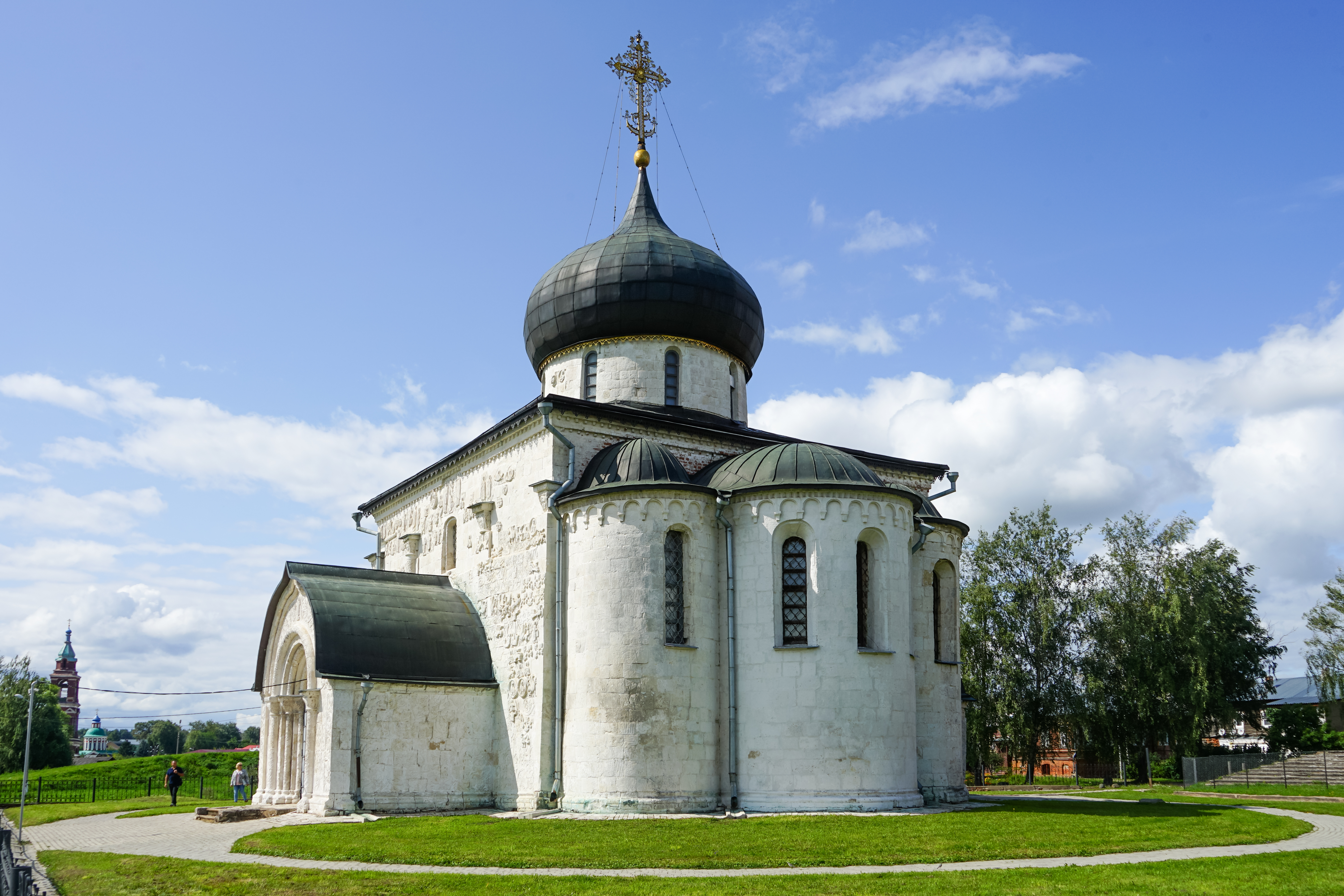
Георгиевский собор

Кремль Юрьева-Польского был заложен в 1152 году суздальским князем Юрием Долгоруким, давшим городу своё имя. В 1213 в связи с выделением удельного Юрьевского княжества в Юрьев-Польском кремле стала находиться княжеская резиденция. Князь Святослав Всеволодович построил в нём в 1230—1234 годах белокаменный Георгиевский собор, сохранившийся в перестроенном виде (XV век) до наших дней. Также в пределах Юрьев-Польского кремля находятся Михайло-Архангельский монастырь с собственной каменной стеной, построенной в XVI веке, и Троицкий собор. В 1238 году Юрьев-Польский был опустошён войском хана Батыя. Город и впоследствии не раз подвергался набегам ордынцев — в 1281 (Кавгадый), 1293 (Дюдень), 1382 (Тохтамыш) и 1408 (Едигей) годах.
К 1609 году, когда жители Юрьева-Польского присягнули на верность Лжедмитрию II, деревянные стены кремля уже порядочно обветшали, что облегчило царскому воеводе Афанасию Лобанову-Ростовскому задачу изгнания его сторонников из города. Он наспех срубил новый острог, который, однако, сгорел уже в 1612 году, когда Юрьев-Польский разорили поляки и литовцы. По итогам Смутного времени Юрьев-Польский остался без укреплений и они более не восстанавливались. Рвы были засыпаны во второй половине XIX века, а земляные валы хорошо сохранились до наших дней.

## Описание
Почти круглая (340х280 м) в плане площадка кремля, занимающая около 7 га, обнесена высоким валом длиной 1 км, высотой 7 м и шириной основания 12 м. Вал насыпан целиком из земли на древней дневной поверхности. Вал и стены трижды размыкались, образуя ворота на три дороги: на Владимир, Переславль-Залесский и Москву. За крепостью стоял посад, жители которого укрывались за крепостными стенами в случае вражеского нападения. Культурный слой от 0,6 до 1,6 м содержит отложения начиная с середины XII века. В нижних горизонтах культурного слоя, помимо обломков гончарной посуды, обнаружены шиферные пряслица, ключи, осколки стеклянных браслетов. Оборонительные укрепления были исследованы П. А. Раппопортом и М. В. Седовой.